# Louredo (Paredes)
Louredo ist eine Gemeinde (Freguesia) im portugiesischen Kreis Paredes. In ihr leben 1384 Einwohner (Stand 19. April 2021).